# 堅尼街車站 (IRT百老匯-第七大道線)
堅尼街車站（英語：Canal Street station）是美國紐約地鐵IRT百老匯-第七大道線一個慢車地鐵站，位於曼哈頓下城堅尼街和瓦里克街交界，設有1號線（任何時候停站）與2號線（僅深夜和週末停站）列車服務。

## 車站結構
| G        | 街道               | 出入口                                             |
| P 月台層 | 側式月台，右側開門 | 側式月台，右側開門                                 |
| P 月台層 | 北行               | 往范科特蘭公園-242街（深夜時 往241街）（休斯頓街） |
| P 月台層 | 北行快速           | 不停靠                                             |
| P 月台層 | 南行快速           | 不停靠                                             |
| P 月台層 | 南行               | 往南碼頭（深夜時 往布魯克林學院）（富蘭克林街）    |
| P 月台層 | 側式月台，右側開門 |                                                    |

這地下車站位於同名街道下，同時是紐約蘇豪區和翠貝卡的邊界。位於三個小花園之間（聖約翰公園、杜安公園和卡瓦拉公園），車站位於翠貝卡北歷史地區外面荷蘭隧道的入口，相鄰地區的特點是其歷史閣樓建築。
與IRT百老匯-第七大道線34街-賓州車站以南的所有車站一樣，堅尼街車站於1918年7月1日啟用，作為西南延線至南碼頭-白廳街車站的一部分（該站後來被同名車站取代）。此站於1992年由紐約市公共運輸局內部員工翻新。
此站設有兩個側式月台和四條軌道，從西至東被編號為1至4號，中央軌道2號和3號軌道由2號線與3號線於白天使用以繞過車站。兩個月台稍有偏差，雖然沒有跨線天橋或下穿通道，有證據顯示兩個月台都設有密封的下通道。閘機位於兩側的月台層，入口則分別位於瓦里克街兩側和堅尼街北側。
其中一個車站入口，瓦里克街和堅尼街交界東北側的入口是防洪。

## 延伸閱讀
- Lee Stokey. Subway Ceramics : A History and Iconography. 1994. ISBN 978-0-9635486-1-0

## 外部連結

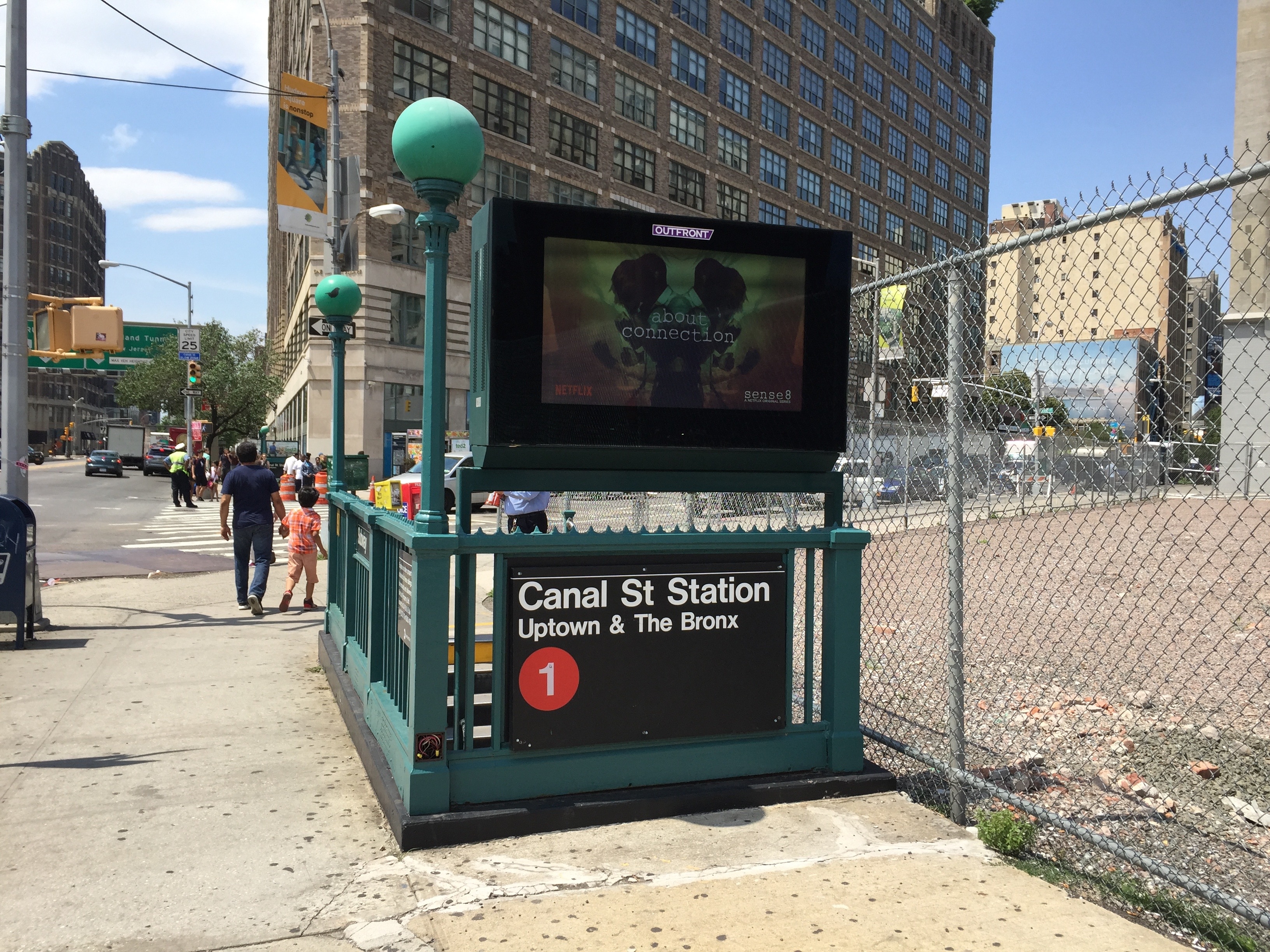
樓梯

- nycsubway.org—IRT West Side Line: Canal Street
- Station Reporter – 1 Train
- Canal Street entrance from Google Maps Street View
- Platforms from Google Maps Street View （页面存档备份，存于）